# Egnatia
Egnatia, starkt trafikerad affärsgata och huvudstråk i Thessaloniki, Greklands näst största stad (1 milj. inv. 2004). Gatan är välkänd ända sedan antiken, då den är en del av Via Egnatia, den romerska här- och handelsväg som ledde från Durres till Konstantinopel. Vid Egnatia finns också Galerius triumfbåge, Kamara, konstruerad år 305.